# Трір-Саарбург (район)
Трір-Саарбург (нім. Trier-Saarburg) — район у Німеччині, у складі федеральної землі Рейнланд-Пфальц. Районний центр — місто Трір, яке адміністративно до складу району не входить.

## Населення
Населення району становить 150 533 осіб (станом на 31 грудня 2020).

## Адміністративний поділ
Район складається з 104 міст і громад (нім. Gemeinden), об'єднаних в 7 об'єднань громад (нім. Verbandsgemeinden).
Дані про населення наведені станом на 31 грудня 2020. Зірочками (*) позначені центри об'єднань громад.
| - 1. Гермескайль 1. Бешайд (388) 2. Бойрен (Гохвальд) (926) 3. Гайсфельд (492) 4. Гермескайль (місто) * (6688) 5. Гінцерт-Пелерт (294) 6. Грімбург (442) 7. Гузенбург (1149) 8. Дамфлос (627) 9. Наурат (Вальд) (220) 10. Нойгюттен (733) 11. Райнсфельд (2392) 12. Рашейд (466) 13. Цюш (586) - 2. Конц 1. Ваверн (605) 2. Вассерліш (2233) 3. Веллен (828) 4. Вільтінген (1409) 5. Канцем (626) 6. Конц (місто) * (18244) 7. Ніттель (2604) 8. Обербілліг (969) 9. Онсдорф (155) 10. Пеллінген (1210) 11. Таверн (2658) 12. Теммельс (810) | - 3. Рувер 1. Бонерат (230) 2. Вальдрах * (2052) 3. Герль (246) 4. Гінценбург (133) 5. Гольцерат (465) 6. Густерат (2010) 7. Гутвайлер (706) 8. Зоммерау (72) 9. Казель (1286) 10. Корлінген (816) 11. Лоршейд (529) 12. Мертесдорф (1670) 13. Моршейд (924) 14. Ольмут (159) 15. Осбург (2363) 16. Плувіг (1671) 17. Ріферіс (401) 18. Томм (1077) 19. Фаршвайлер (817) 20. Шендорф (776) - 4. Саарбург-Кель 1. Айль (1543) 2. Бальдрінген (263) 3. Вальдвайлер (827) 4. Вінхерінген (2386) 5. Зерріг (1671) 6. Геддерт (263) 7. Гентерн (383) 8. Граймерат (989) 9. Ірш (1546) 10. Кастель-Штаадт (437) 11. Кель-ам-Зе * (1978) 12. Кірф (809) 13. Лампаден (559) 14. Мандерн (849) 15. Маннебах (331) 16. Мерцкірхен (839) 17. Окфен (605) 18. Пальцем (1539) 19. Пашель (237) 20. Саарбург (місто) * (7489) 21. Табен-Родт (806) 22. Трассем (1158) 23. Фіш (414) 24. Фіргерренборн (187) 25. Фройденбург (1864) 26. Церф (1580) 27. Шемеріх (126) 28. Шоден (686) 29. Шиллінген (1191) | - 5. Швайх-ан-дер-Ремішен-Вайнштрассе 1. Беконд (971) 2. Детцем (615) 3. Енш (464) 4. Кеверіх (382) 5. Кенн (2821) 6. Клюссерат (1065) 7. Лонген (123) 8. Лонгуйх (1342) 9. Ляйвен (1591) 10. Мерінг (2425) 11. Наурат (Айфель) (352) 12. Пеліх (458) 13. Ріоль (1255) 14. Терніх (220) 15. Тріттенгайм (1046) 16. Фель (2468) 17. Ферен (2990) 18. Швайх (місто) * (7866) 19. Шляйх (246) - 6. Трір-Ланд [Центр об'єднання: Трір] 1. Аах (1116) 2. Вельшбілліг (2578) 3. Гоквайлер (271) 4. Ігель (2092) 5. Кордель (2171) 6. Лангзур (1759) 7. Невель (2752) 8. Ралінген (2129) 9. Трірвайлер (3786) 10. Франценгайм (373) 11. Цеммер (3094) |